# 사이먼 라이트
사이먼 라이트(Simon Wright, 1963년 6월 19일 ~ )는 잉글랜드의 드러머로, AC/DC의 일원이다. 여러 하드 록 밴드를 여러 떠돌아 다녔으며, AC/DC의 멤버로도 활약했다.